# يان هوبكينسون
يان هوبكينسون (بالإنجليزية: Ian Hopkinson)‏ هو لاعب كرة قدم بريطاني، ولد في 19 أكتوبر 1950 في نيوكاسل أبون تاين في المملكة المتحدة. لعب مع دارلينجتون إف سى ونادي بارو ونادي ووركينغتون.